# 修道院の庭にて
『修道院の庭にて』（しゅうどういんのにわにて、英: In a Monastery Garden）は、イギリスの作曲家アルバート・ケテルビーが1915年に作曲した情景音楽作品である。
「性格的な間奏曲」（Characteristic Intermezzo）という副題が付けられており、修道院の庭の情景や、男声合唱による「キリエ・エレイソン」によって礼拝の様子が描かれる。
演奏時間は約5分半。日本の音楽ユニットであるALI PROJECTの楽曲『青嵐血風録』のサビに引用されている。
| スタブアイコン | サブスタブ | この項目は、まだ閲覧者の調べものの参照としては役立たない、クラシック音楽に関連した書きかけの項目です。この項目を加筆・訂正などしてくださる協力者を求めています（P:クラシック音楽/PJ:クラシック音楽）。 |